# Saraland
 Saraland és una ciutat al Comtat de Mobile (Alabama). Segons el cens del 2000 tenia 12.288 habitants.

## Demografia
Segons el cens del 2000, Saraland tenia 12.288 habitants, 4.810 habitatges, i 3.602 famílies La densitat de població era de 216,5 habitants/km².
Dels 4.810 habitatges en un 31,8% hi vivien nens de menys de 18 anys, en un 61% hi vivien parelles casades, en un 10,5% dones solteres, i en un 25,1% no eren unitats familiars. En el 21,2% dels habitatges hi vivien persones soles el 8,1% de les quals corresponia a persones de 65 anys o més que vivien soles. El nombre mitjà de persones vivint en cada habitatge era de 2,55 i el nombre mitjà de persones que vivien en cada família era de 2,97.
Per edats la població es repartia de la següent manera: un 23,4% tenia menys de 18 anys, un 9,4% entre 18 i 24, un 29,3% entre 25 i 44, un 24,4% de 45 a 60 i un 13,5% 65 anys o més.
L'edat mediana era de 37 anys. Per cada 100 dones hi havia 95,4 homes. Per cada 100 dones de 18 o més anys hi havia 92,2 homes.
La renda mediana per habitatge era de 38.318 $ i la renda mediana per família de 43.471 $. Els homes tenien una renda mediana de 35.431 $ mentre que les dones 22.787 $. La renda per capita de la població era de 19.470 $. Aproximadament el 7,4% de les famílies i el 9% de la població estaven per davall del llindar de pobresa.

## Poblacions properes
El següent diagrama mostra les poblacions més properes.